# Mason Peaks
Die Mason Peaks sind ein markanter und gezackter Gebirgskamm mit mehreren Gipfeln im ostantarktischen Prinzessin-Elisabeth-Land. In den Grove Mountains ragen sie 13 km nordwestlich des Mount Harding auf.
Kartiert wurden sie anhand von Luftaufnahmen, die zwischen 1956 und 1960 im Rahmen der Australian National Antarctic Research Expeditions entstanden. Das Antarctic Names Committee of Australia (ANCA) benannte sie 1965 nach dem australischen Topografiezeichner A. C. Mason, der als Mitarbeiter im australischen Ministerium für nationale Entwicklung an der Erstellung von Kartenmaterial über Antarktika beteiligt war.